# Азербайджан и Европейский союз
Азербайджан и Европейский союз уже длительное время поддерживают интенсивные дружеские отношения.
Фундаментом взаимоотношений Азербайджанской Республики и Евросоюза является Соглашение о партнерстве и сотрудничестве. Соглашение подписано 22 апреля 1996 года в Люксембурге, и вступило в силу 1 июля 1999 года.
14 ноября 2016 года Совет ЕС утвердил мандат Европейской Комиссии и Верховного Представителя ЕС по иностранным делам и политике безопасности Федерики Могерини на ведение переговоров от имени ЕС и стран-членов ЕС по новому всестороннему соглашению с Республикой Азербайджан. Новое соглашение должно прийти на смену Соглашению о партнерстве и сотрудничестве. Переговоры по новому соглашению начались 7 февраля 2017 года после визита Президента Ильхама Алиева в Брюссель 6 февраля. Новое соглашение будет соответствовать принципам, одобренным в 2015 году в рамках пересмотра Европейской политики соседства, и предложит обновленную основу для политического диалога и взаимовыгодного сотрудничества между ЕС и Азербайджаном. 25 апреля 2017 года стартовал новый этап переговоров между Азербайджаном и Евросоюзом о заключении соглашения.
В 2019 году Европейский союз и ООН запустили региональный проект EU4Climate в Азербайджане, который направлен на борьбу с климатическими изменениями. Данный проект действует до 2022 года.

## Экономические связи
14 июня 2004 года принято Постановление ЕС о включении Азербайджана в Европейскую политику соседства. В рамках Европейской Политики Соседства Азербайджан получает от ЕС финансовую и экономическую поддержку. ЕС является крупнейшим иностранным инвестором Азербайджана. В период с 2007 по 2016 год Азербайджан получил 200 млн евро. ЕС помог диверсифицировать экономику и содействовал устойчивому росту международной практикой и стандартами ЕС.
Глава представительства ЕС в Азербайджане Малена Мард не раз говорила, что Азербайджан является самым надежным партнером на Южном Кавказе. Одной из причин этого является то, что Азербайджан предлагает свою помощь в проекте «Южный газовый коридор». Страны ЕС являются крупнейшими импортёрами азербайджанской продукции. Более 50 % экспорта Азербайджана идет в ЕС.
В Азербайджане действует более 1,7 тысячи компаний из ЕС.
За период с 2012 по 2022 год ЕС инвестировал в экономику Азербайджана 20 млрд евро.

## В сфере образования
С 1994 года Азербайджан присоединился к программам Европейского Союза в области образования, в том числе Erasmus Mundus, Tempus, Jeanne Monnet. С 2014 года присоединился к единой программе Erasmus+, ключевым направлением которой является краткосрочная мобильность студентов и обучающего персонала. Программа предлагает возможность пройти учёбу для студентов или стажировку для учителей в европейском вузе-партнере сроком от трех месяцев до года. В 2015—2018 годах Евросоюз предоставил стипендии примерно 1300 студентам и учителям азербайджанских вузов, а также 450 студентам и учителям европейских университетов для приезда в Азербайджан.

## Энергетическое сотрудничество
Основу энергетического сотрудничества между сторонами составляет подписанный в 2006 году Меморандум о стратегическом партнерстве в энергетической сфере.
29 мая 2018 года введён в эксплуатацию «Южный газовый коридор». В Южный газовый коридор входят Южно-Кавказский, Трансанатолийский и Трансадриатический трубопроводы.
Азербайджан включен в программу «EU4Energy», запущенную 2016 году и направленную на поддержку стран Восточного партнерства.

## Членство в Совете Европы
Азербайджан является членом Совета Европы, и также включен в европейские структуры. Однако с ЕС эта страна связана посредством плана действий в рамках ЕПС.
Парламентский комитет сотрудничества между ЕС и АР, в который входят (с обеих сторон) высокопоставленные политики, считает возможным вступление АР в ЕС. Глава делегации Европейского парламента в Азербайджане отмечал важность связей между Азербайджаном и ЕС, подчеркивая рост и укрепление в будущем двухсторонних связей.
15 октября 2019 года в Страсбурге министр юстиции Азербайджана Фикрет Мамедов подписал договор о присоединении Азербайджана к Четвёртому дополнительному протоколу Европейской конвенции «Об экстрадиции».

## Нагорный Карабах
ЕС наряду с другими странами пытается помочь в урегулирования конфликта в Нагорном Карабахе. ЕС неоднократно говорил о необходимости урегулирования конфликта мирным путем, поддерживая и проводя трехсторонние встречи. ЕС считает, что статус-кво в Нагорном-Карабахе неприемлем, и не раз заявлял об этом. 9 июля 2019 года президент Совета Европейского Союза Дональд Туск в рамках своего визита в Баку выступая с заявлением после встречи с президентом Азербайджана Ильхама Алиева сказал:
Говоря о стабильности в регионе, мы обсудили неразрешенный нагорно-карабахский конфликт. Этот конфликт должен быть урегулирован не вооруженным, а лишь политическим путем на основе принципов международного права. Европейский Союз полностью поддерживает усилия сопредседателей Минской группы и направление внимания на справедливое и устойчивое урегулирование конфликта на базе основных принципов Хельсинкского заключительного акта.

## Визовая политика
29 ноября 2013 года в Вильнюсе было подписано соглашение об упрощении выдачи европейских виз гражданам Азербайджана. Документ вступил в силу 1 сентября 2014 года. Согласно этому соглашению, поездки в страны ЕС стали несколько проще и дешевле для граждан Азербайджана, и они могут получать краткосрочные визы, что дает возможность свободно путешествовать в пределах ЕС. Согласно соглашению, оформление визы является бесплатным для определённых групп граждан, таких как официальные делегаты, пенсионеры, дети до 12 лет, студенты и исследователи.

## Культура
В ноябре 2021 года Шеки, Хырдалан и Ленкорань выиграли конкурс ЕС по программе EU4Culture в рамках развития малых городов через развитие культуры.